# Hanzeliga
De Hanzeliga is een groep Noord-Europese landen die binnen de Europese Unie samenwerken op het gebied van financiën en financieel beleid. De deelnemende landen Denemarken, Estland, Finland, Ierland, Letland, Litouwen, Nederland en Zweden zijn voorstanders van strikte begrotingsdiscipline onder de EU-lidstaten, en van vrijhandel. De naam Hanzeliga verwijst naar de middeleeuwse Hanze, een succesvolle samenwerking tussen handelssteden in Noord-Europa.

## Oprichting

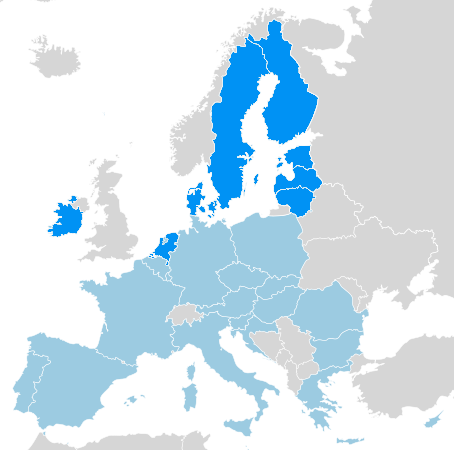
De leden van de Hanzeliga

Het initiatief tot het vormen van de groep ontstond tijdens een diner in Brussel in 2017; de formele oprichting was in februari 2018. De directe aanleiding was Brexit, het naderende vertrek van het Verenigd Koninkrijk uit de EU. Hiermee zou een belangrijke en invloedrijke voorstander van vrijhandel binnen de EU verdwijnen. Als gevolg hiervan zou de invloed van Frankrijk, voorstander van protectionisme en financiële steun voor lidstaten met begrotingsproblemen, kunnen toenemen. Dit vonden de oprichters van de Hanzeliga ongewenst. Hoewel in Nederland de Hanzeliga als een Nederlands initiatief wordt gezien, vormden zes van de acht oprichters (de Scandinavische en Baltische landen) al een vaste overleggroep binnen de EU.

## Standpunten
De leden van de Hanzeliga vinden dat binnen de Europese Unie afspraken over financieel en fiscaal beleid door alle lidstaten strikt moeten worden nageleefd. Dit vermindert de kansen dat een lidstaat een beroep zal moeten doen op financiële steun door andere lidstaten; de liga is tegenstander van een transferunie waarbij belastinggelden van rijkere naar armere landen stromen. Daarnaast streven de leden van Hanzeliga naar een kleinere Europese begroting, dit in tegenstelling tot Frankrijk en Duitsland.
De acht leden van de Hanzeliga hebben niet de mogelijkheid om besluitvorming in de Europese Raad te blokkeren omdat zij niet de daarvoor vereiste 35% van de bevolking van EU vertegenwoordigen. De groep heeft echter wel aanzienlijke invloed omdat binnen de EU bij besluitvorming over economische hervormingen gestreefd wordt naar consensus. De Ierse vice-premier Simon Coveney sloot in een toespraak op 11 april 2019 niet uit dat de leden van de Hanzeliga ook op andere beleidsterreinen zouden gaan samenwerken.

## Kritiek
Critici van de Hanzeliga vrezen dat de groep de tegenstellingen tussen noord en zuid binnen de EU kan verscherpen. Dit werd met name duidelijk toen de Hanzeliga in november 2018 een voorstel publiceerde om het EU-fonds voor noodlijdende landen te hervormen. De Franse minister van Financiën noemde dit een bom onder het Europese project.